# Moraal
Moraal of zeden is de opdeling van handelingen of gedragingen, binnen een  samenleving, in twee soorten gedragsregels. Enerzijds zijn er de handelingen die als correct of wenselijk worden gezien, en anderzijds zijn er de taboes: handelingen die dat niet zijn. 
Voorbeelden: seksuele zeden of seksuele moraal versus seksuele taboes, bijvoorbeeld incest; etiquette versus ongemanierdheid; humanitaire principes versus onmenselijkheid. 

## Moraal en ethiek
Het filosofisch vakgebied van de ethiek stelt de vraag: 'wat is een goede moraal?' In het dagelijks spraakgebruik is 'ethiek' min of meer synoniem voor moraal. In de filosofie betekent ethiek 'moraalfilosofie', waaronder valt de verdediging van een bepaalde moraal of zedenleer. Een handeling is immoreel als ze ingaat tegen de wetten van de moraal, en moreel als ze eraan voldoet. Iets is amoreel als het goed noch slecht is.

## Moraal van het verhaal ofzedenles
In verhalen is vaak sprake van een moraal of 'zedenles'. De moraal is dan het motief van een verhaal, de achterliggende gedachte of aanleiding. Motieven worden in elk soort literatuur gebruikt, ingebed in de tekst, en zijn vaak pas na een nadere tekstontleding als zodanig te herkennen. Voorbeelden zijn de parabel en het sprookje, maar ook in recentere verhaalvormen, zoals stripverhalen, wordt een moraal ingebracht. De verhalen van Suske en Wiske gaan tussen de regels door dikwijls over de natuur en haar bescherming.

## Antropologische benadering
Moraal wordt in hoge mate bepaald door traditie en de normen en waarden van een samenleving. Antropologen bestuderen samenlevingen wereldwijd, en beschrijven de verschillen en overeenkomsten in zeden en moraal. Wat 'immoreel' is in de ene samenleving kan 'normaal' gedrag zijn in de andere.

### Tribale vs territoriale moraal
Antropologe Celia Green onderscheidde een 'tribale' (stammen-) en een 'territoriale moraal'. Laatstgenoemde bevat tal van verbodsbepalingen die het grondgebied en het individuele eigendom en 'territorium' (grondgebied) afbakenen en beschermen. 
Territoriale moraal is tolerant, zolang een persoon zich niet bemoeit met het eigendom van een ander. 
Tribale moraal is normatief, het legt de normen van het collectief op aan het individu. 
Tribale normen zijn arbitrair, cultureel afhankelijk en 'flexibel';  territoriale moraal richt zich op regels die universeel en absoluut zijn, zoals Kants 'categorische imperatief'.